# Misaki Haruyama
Misaki Haruyama (晴山 岬 Haruyama Misaki?), född 30 juni 2001 i Miyagi prefektur, är en japansk fotbollsspelare.
Haruyama började sin karriär 2020 i FC Machida Zelvia.